# Ngong (Kenya)

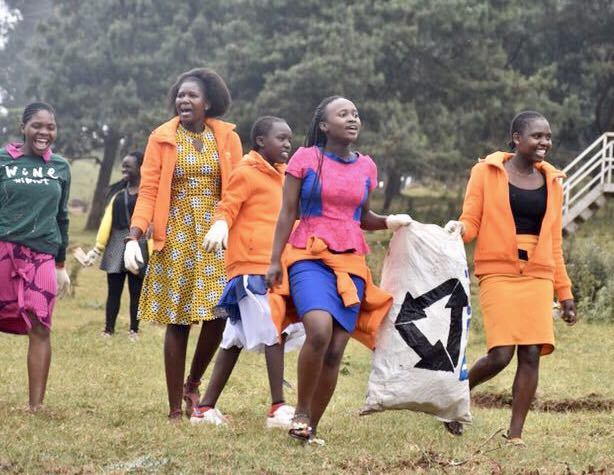
Plogging sur les pentes des collines de Ngong (2018).

Ngong est une ville près des Ngong Hills, dans le comté de Kajiado, à vingt-trois kilomètres au sud-ouest de Nairobi, dans le sud du Kenya. Sa population s'établit en 2019, à 102 323 habitants.
Le mot « Ngong » est l'anglicisation d'une expression massaï, enkong'u emuny, signifiant « source du rhinocéros » qui dérive d'une source située près de la ville où venaient boire les rhinocéros. Les Ngong Hills, appelées en maasaï Oloolaiser, surplombent à l'est le parc national de Nairobi, et, au nord, la ville de Nairobi. La cité est à 1 961 mètres d'altitude, et les Ngong Hills culminent à 2 460 mètres.